# Wiley (založba)
John Wiley & Sons, Inc., krajše samo Wiley, je mednarodno založniško podjetje s sedežem v mestu Hoboken (New Jersey, ZDA), ki se ukvarja predvsem z akademskim založništvom in izdajanjem priročnikov ter izobraževalnega gradiva, tako v tiskani kot digitalni obliki. Organizirano je kot delniška družba, katere delnice kotirajo na Newyorški borzi. Aprila 2023 je imelo 8800 zaposlenih.
Podjetje je leta 1807 na Manhattnu v New Yorku ustanovil Charles Wiley kot tiskarski obrat, leta 1820 pa je začelo izdajati literarna dela in zaslovelo kot založnik velikanov ameriške književnosti 19. stoletja, z imeni, kot so Washington Irving, Edgar Allan Poe in Herman Melville. Kasneje se je preusmerilo v izdajanje del s področja znanosti in tehnike. V širši javnosti je med njegovimi najbolj znanimi produkti zbirka priročnikov »... za telebane«.
Hčerinska založba Wiley-Blackwell spada med najpomembnejše znanstvene založbe na svetu, kot ena od t.i. »velikih pet« (poleg Elsevier, Springer Nature, Taylor & Francis in Sage), ki objavijo levji delež znanstvenih publikacij. Delež se z leti povečuje in stanje na trgu akademskega založništva različni avtorji opisujejo kot oligopol. Sam Wiley-Blackwell je nastal z odkupom britanske založbe Blackwell Publishing za 1,08 milijarde USD leta 2007, med drugimi odmevnejšimi Wileyjevimi prevzemi na tem področju pa je še odkup založbe Hindawi za 298 milijonov USD v začetku leta 2021.